# Xã Everett, Quận Dodge, Nebraska
Xã Everett (tiếng Anh: Everett Township) là một xã thuộc quận Dodge, tiểu bang Nebraska, Hoa Kỳ. Năm 2010, dân số của xã này là 220 người.